# 215e division d'infanterie (Empire allemand)
Pour les articles homonymes, voir 215e division d'infanterie.
La 215e division d'infanterie est une unité de l'armée allemande créée en 1916 en Champagne qui participe à la Première Guerre mondiale. Elle est rapidement transférée sur le front de l'est et y restera tout le long du conflit. Elle occupe jusqu'en 1918 un secteur du front en Volhynie, puis participe à l'occupation de l'Ukraine où elle est stationnée jusqu'en mars 1919, date à laquelle la division est rapatriée en Allemagne et dissoute.

## Première Guerre mondiale

### Composition

#### 1916
- 61e brigade d'infanterie de réserve

60e régiment d'infanterie de réserve
2e régiment d'ersatz de réserve
- 62e brigade d'infanterie de réserve

71e régiment de Landwehr
40e régiment d'ersatz
- 3e escadron du 8e régiment de hussards de réserve
- 274e régiment d'artillerie de campagne

#### 1917
- 61e brigade d'infanterie de réserve

2e régiment d'ersatz de réserve
224e régiment d'infanterie de réserve
71e régiment de Landwehr
- 3e escadron du 8e régiment de hussards de réserve
- 274e régiment d'artillerie de campagne
- 215e bataillon de pionniers

#### 1918
- 61e brigade d'infanterie de réserve

2e régiment d'ersatz de réserve
224e régiment d'infanterie de réserve
- 3e escadron du 8e régiment de hussards de réserve
- 274e régiment d'artillerie de campagne
- 215e bataillon de pionniers

### Historique
La division est formée en Champagne au cours de l'automne 1916. Elle est composée du 40e régiment d'ersatz issu de la 19e division de remplacement, du 2e régiment d'ersatz de réserve issu de la 1re brigade d'ersatz de réserve et du 60e régiment d'infanterie de réserve issu de la 13e division de Landwehr.

#### 1916
- septembre - fin novembre : la division est située en Champagne dans la région est d'Aubérive. Elle occupe un secteur vers Prosnes et Sainte-Marie-à-Py.
- fin novembre - début décembre : retrait du front, le 60e régiment d'infanterie de réserve est transféré à la 221e division d'infanterie et remplacé par le 71e régiment de Landwehr issu de la 13e division de Landwehr[1]. La division est transportée sur le front de l'est. La division est rattachée au 22e corps de réserve, elle est renforcée par l'arrivée du 244e régiment d'infanterie issu de la 53e division de réserve[1].

#### 1917
- janvier - décembre : au cours de l'année 1917, la division occupe un secteur du front en Volhynie à l'est de Horokhiv[1]. Durant l'année 1917, la division voit sa composition évoluée. Le 244e régiment d'infanterie est transféré à la 119e division d'infanterie et remplacé par le 224e régiment d'infanterie de réserve issu de la 48e division d'infanterie. Le 40e régiment d'ersatz est transféré à la 96e division d'infanterie[1].

#### 1918
- La division progresse en Russie et en Ukraine au cours de l'année. Le 12 mars, elle est identifiée aux abords de Kiev, puis en avril à proximité de Kharkiv. En mai, la division progresse en direction de la mer d'Azov[1]. À partir de septembre, tous les soldats de moins de 35 ans sont transférés sur le front de l'ouest. La division stationne en Ukraine jusqu'en mars 1919.

## Chefs de corps
| Grade           | Nom                 | Date                            |
| --------------- | ------------------- | ------------------------------- |
| Generalmajor    | Otto Ulrich         | 6 - 9 septembre 1916            |
| Generalleutnant | Theodor von Wernitz | 9 septembre 1916 - 16 mars 1919 |